# Daytona USA 2001
Daytona USA 2001 (яп. デイトナＵＳＡ 2001 Дэйтона Ю Эс Эй 2001), в Северной Америке известная как просто Daytona USA — компьютерная игра жанра автосимулятор, выпущенная эксклюзивно для консоли Dreamcast. Является ремейком игры Daytona USA 1994 года. Разработана компаниями Amusement Vision и Genki, выпущена Sega в Японии и Европе, и Hasbro Interactive в Северной Америке.

## Геймплей
Геймплей Daytona USA 2001 полностью идентичен другим играм серии. Игрок должен пройти трассу и победить соперников. Всего доступно в игре 10 машин, 4 из которых доступно сразу: «Шершень» (англ. Hornet), «Кузнечик» (англ. Grasshopper), «Сокол» (англ. Falcon) и «Молния» (англ. Lightning). 6 других автомобилей открываются после прохождения отпределённой гонки: «Единорог» (англ. Unicorn), «Красный кот» (англ. Red Cat), «Пувакетт Баршетта» (англ. Pywackett Barchetta), «9-е правило» (англ. Rule of the 9th), «Дротик» (англ. Javelin, открывается поле 100 часов прохождения игры) и «Супер Пувакетт Баршетта» (англ. Pywackett Barchetta Super).
В отличие от других игр серии, в Daytona USA 2001 значительно обновлена графика. Имеется поддержка онлайн-игры, что позволяет игроками играть по сети до четырёх игроков. Однако поддержка онлайн-игры недоступна в версии PAL. Ещё одно дополнение к игре является появление режима «Чемпионат» (англ. Championship), где игрок должен дойти до определённых результатов, чтобы стать «королём Дайтоны».

### Трассы
В Daytona USA 2001 появились все трассы, доступные ранее в других играх серии: «Three-Seven Speedway» (рус. Гоночная трасса «Три-Семь»), «Dinosaur Canyon» (рус. Каньон динозавра), «Seaside Street Galaxy» (рус. Улица галактического моря), «National Park Speedway» (рус. Гоночная трасса «Национальный парк») и «Desert City» (рус. Пустынный город). Однако в игре есть и новые трассы:
- Circuit Pixie (рус. Участок «Пикси») — трасса, проходящая в лесу с феями.
- Rin Rin Rink (рус. Каток «Рин Рин») — болотная местность, состоящая из кривых и долгих дорог.
- Mermaid Lake (рус. Озеро Русалки) — трасса, выполнена в виде восьмёрки.

## Музыка
Музыка Daytona USA 2001 состоит из ремиксов песен предшественников и нескольких новых композиций, но они не имеют имён из-за отсутствия выхода официального саундтрека игры.
В игре имеются «зеркальные» версии песен, то есть сначала идёт конец песни, и потом начало. Главная тема игры Daytona USA звучит по умолчанию, в меню «Sound Test» (рус. Звуковой тест).

## Оценки и мнения
| Сводный рейтинг      | Сводный рейтинг |
| Агрегатор            | Оценка          |
| -------------------- | --------------- |
| GameRankings         | 83,48 %         |
| Metacritic           | 86/100          |
| MobyRank             | 78/100          |
| Иноязычные издания   |                 |
| Издание              | Оценка          |
| AllGame              | [ 4 ]           |
| Eurogamer            | 7/10            |
| GameRevolution       | B-              |
| GameSpot             | 8,6/10          |
| IGN                  | 9,3/10          |
| The Adrenaline Vault | [ 9 ]           |
| Planet Dreamcast     | 7,5/10          |

Игра получила высокие оценки от критиков. Сайт IGN назвал игру «не идеальной» для автосимулятора, но хорошим портом на последнюю консоль от Sega, поставив 9,3 балла. Однако Eurogamer в своём обзоре назвал игру «презентабельной», но подверг критике сетевую игру. Planet Dreamcast также ссылались на проблему с сетью, однако игру в своём обзоре назвали «прочной».
GameSpot похвалил игру за огромное количество трасс, автомобилей, опций, а также интернет-игру. Все эти достоинства охарактеризованы как «свежие и новые».
Game Revolution поставили ранг B-. Критику понравился геймплей, похожий на аркадный, но из-за поддержки сетевой игры до 4 игроков и недостаточной глубины сайт понизил оценку игре.